# 4 Heures de Spa-Francorchamps 2022
Navigation
Édition précédente Édition suivante
Les 4 Heures de Spa-Francorchamps 2022, disputées le 25 septembre 2022 sur le Circuit de Spa-Francorchamps sont la cinquième manche de l'European Le Mans Series 2022.

## Engagés

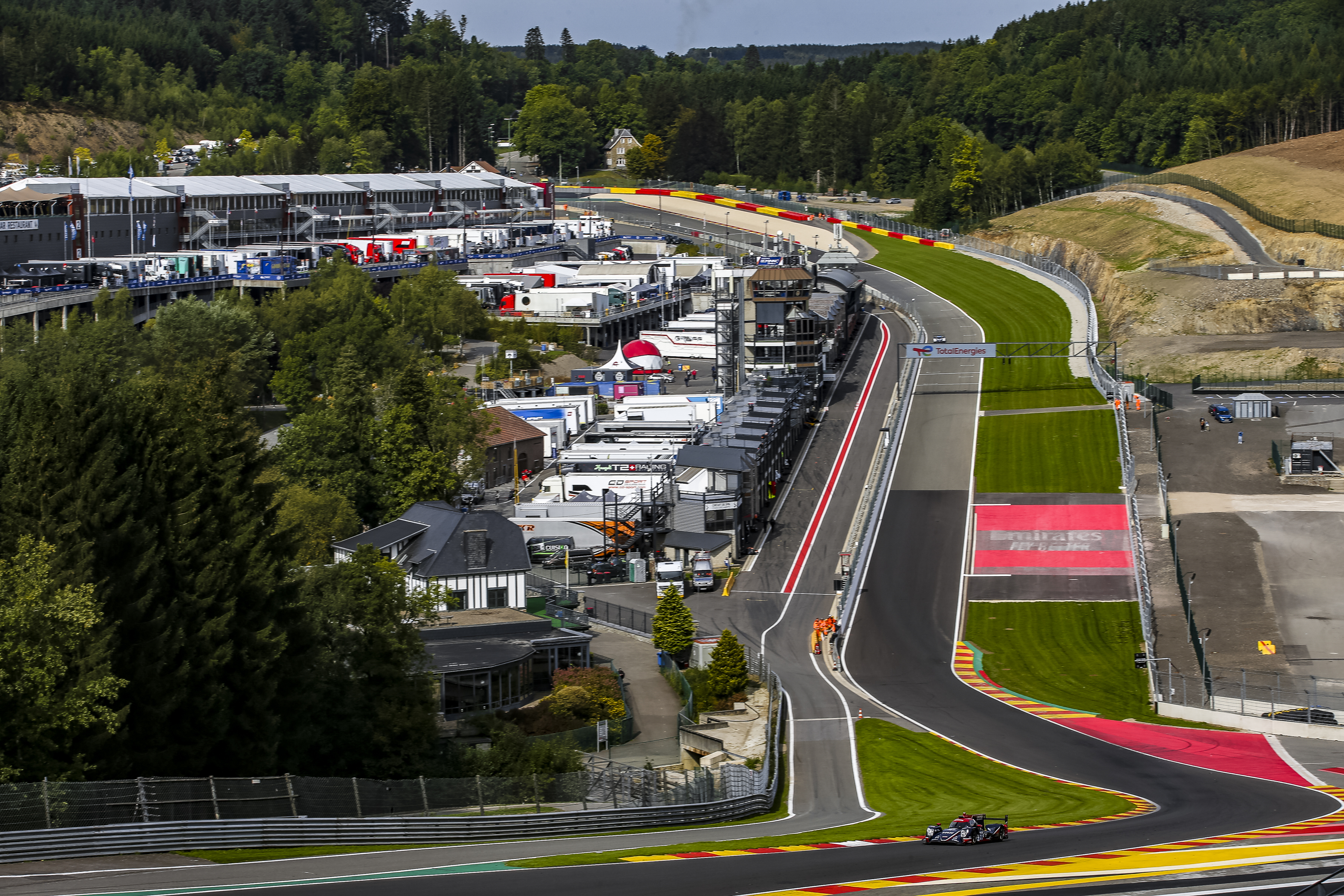
Le Circuit de Spa-Francorchamps lors des 4 Heures de Spa-Francorchamps 2022

La liste officielle des engagés était composée de 41 voitures, 16 en LMP2 dont 6 Pro/Am, 13 en LMP3 et 12 en LM GTE,.
Dans la catégorie LMP2, Le pilote français Mathieu de Barbuat avait remplacé le pilote danois Anders Fjordbach aux mains de l'Oreca 07 n°30 de l'écurie française Duqueine Team. L'Oreca 07 n°09 de l'écurie italienne Prema Racing avait également modifié son équipage avec le remplacement du pilote italien Lorenzo Colombo par le pilote américain Juan Manuel Correa. Ce dernier aurait dû commencer la saison avec cette même écurie mais une blessure au pied gauche ne lui avait pas permis de débuter le championnat. Le pilote anglais Will Stevens avait remplacé le pilote anglais Jack Aitken, retenu par d'autres obligations,  aux mains de l'Oreca 07 n°34 de l'écurie turque Racing Team Turkey. La pilote allemande Sophia Flörsch avait remplacé le pilote roumain Filip Ugran aux mains de l'Oreca 07 n°19 de l'écurie portugaise Algarve Pro Racing.
Dans la catégorie LMP3, les pilotes Glenn van Berlo (en) et Freddie Hunt avaient été remplacés le pilote portugais Miguel Cristovao aux mains de la Ligier JS P320 n°10 de l'écurie italienne Eurointernational. Toujours dans la même écurie, mais pour la Ligier JS P320 n°11, le pilote français Louis Rousset avait été remplacé par le pilote espagnaol Santiago Serrano. 
Dans la catégorie LMGTE, le pilote américain Conrad Grunewald (de) avait remplacé le pilote japonais Takeshi Kimura aux mains de la Ferrari 488 GTE Evo n°57 de l'écurie japonaise Car Guy Racing. Matthew Payne avait effectué son retour à la compétition après son accident lors des derniers 24 Heures de Spa en reprenant le volant de la Ferrari 488 GTE Evo n°66 de l'écurie anglaise JMW Motorsport après un intérim assuré par le pilote espagnol Miguel Molina. La Ferrari 488 GTE Evo n°33 de l'écurie allemande Rinaldi Racing, présente sur le circuit, avait déclaré forfait pour la seconde manche du championnat de suite. La Ferrari 488 GTE Evo n°55 de l'écurie suisse Spirit of Race, avait également déclaré forfait le matin de la course pour cause de problème familiale pour l'un des pilotes.

## Qualifications
| Pos. | Classe | N° | Écurie                    | Pilote                 | Temps          | Écart        |
| 1    | LMP2   | 37 | Cool Racing               | Yifei Ye               | 2 min 03 s 544 | --           |
| 2    | LMP2   | 28 | IDEC Sport                | Patrick Pilet          | 2 min 03 s 851 | + 0 s 307    |
| 3    | LMP2   | 65 | Panis Racing              | Nicolas Jamin          | 2 min 04 s 172 | + 0 s 628    |
| 4    | LMP2   | 22 | United Autosports         | Philip Hanson          | 2 min 04 s 175 | + 0 s 631    |
| 5    | LMP2   | 34 | Racing Team Turkey        | Charlie Eastwood       | 2 min 04 s 282 | + 0 s 738    |
| 6    | LMP2   | 21 | Mühlner Motorsport        | Ugo de Wilde           | 2 min 04 s 443 | + 0 s 899    |
| 7    | LMP2   | 88 | AF Corse                  | Nicklas Nielsen        | 2 min 04 s 502 | + 0 s 958    |
| 8    | LMP2   | 9  | Prema Racing              | Louis Delétraz         | 2 min 04 s 545 | + 1 s 001    |
| 9    | LMP2   | 19 | Algarve Pro Racing        | Bent Viscaal           | 2 min 04 s 842 | + 1 s 298    |
| 10   | LMP2   | 31 | TDS Racing x Vaillante    | Mathias Beche          | 2 min 04 s 865 | + 1 s 321    |
| 11   | LMP2   | 47 | Algarve Pro Racing        | Alex Peroni            | 2 min 04 s 891 | + 1 s 347    |
| 12   | LMP2   | 51 | Team Virage               | Gabriel Aubry          | 2 min 04 s 970 | + 1 s 426    |
| 13   | LMP2   | 30 | Duqueine Team             | Richard Bradley        | 2 min 05 s 560 | + 2 s 016    |
| 14   | LMP2   | 24 | Nielsen Racing            | Ben Hanley             | 2 min 06 s 365 | + 2 s 821    |
| 15   | LMP2   | 35 | BHK Motorsport            | Markus Pommer          | 2 min 07 s 170 | + 3 s 626    |
| 16   | LMP3   | 17 | Cool Racing               | Malthe Jakobsen        | 2 min 11 s 062 | + 7 s 518    |
| 17   | LMP3   | 3  | United Autosports         | Kay Van Berlo          | 2 min 11 s 922 | + 8 s 378    |
| 18   | LMP3   | 13 | Inter Europol Competition | Nico Pino              | 2 min 12 s 233 | + 8 s 689    |
| 19   | LMP3   | 4  | DKR Engineering           | Sebastián Álvarez (en) | 2 min 12 s 346 | + 8 s 802    |
| 20   | LMP3   | 2  | United Autosports         | Finn Gehrsitz          | 2 min 12 s 391 | + 8 s 847    |
| 21   | LMP3   | 10 | Eurointernational         | Xavier Lloveras        | 2 min 12 s 437 | + 8 s 893    |
| 22   | LMP3   | 15 | RLR Msport                | Valentino Catalano     | 2 min 12 s 443 | + 8 s 899    |
| 23   | LMP3   | 5  | RLR Msport                | Alex Kapadia           | 2 min 12 s 913 | + 9 s 369    |
| 24   | LMP3   | 27 | Cool Racing               | Nicolas Maulini        | 2 min 13 s 092 | + 9 s 548    |
| 25   | LMP3   | 6  | 360 Racing                | Ross Kaiser            | 2 min 13 s 128 | + 9 s 584    |
| 26   | LMP3   | 11 | Eurointernational         | Max Koebolt            | 2 min 13 s 276 | + 9 s 732    |
| 27   | LMP3   | 7  | Nielsen Racing            | James Littlejohn       | 2 min 13 s 369 | + 9 s 825    |
| 28   | LMP3   | 14 | Inter Europol Competition | Noam Abramczyk         | 2 min 13 s 768 | + 10 s 224   |
| 29   | LMGTE  | 57 | Car Guy Racing            | Conrad Grunewald (de)  | 2 min 17 s 074 | + 13 s 530   |
| 30   | LMGTE  | 69 | Oman Racing avec TF Sport | Ahmad Al Harthy        | 2 min 18 s 185 | + 14 s 641   |
| 31   | LMGTE  | 32 | Rinaldi Racing            | Diego Alessi           | 2 min 18 s 297 | + 14 s 753   |
| 32   | LMGTE  | 83 | Iron Lynx                 | Sarah Bovy             | 2 min 18 s 333 | + 14 s 789   |
| 33   | LMGTE  | 77 | Proton Competition        | Christian Ried         | 2 min 18 s 667 | + 15 s 123   |
| 34   | LMGTE  | 18 | Absolute Racing           | Andrew Haryanto        | 2 min 19 s 502 | + 15 s 958   |
| 35   | LMGTE  | 66 | JMW Motorsport            | Giacomo Petrobelli     | 2 min 19 s 741 | + 16 s 197   |
| 36   | LMGTE  | 60 | Iron Lynx                 | Claudio Schiavoni      | 2 min 20 s 580 | + 17 s 036   |
| 37   | LMGTE  | 93 | Proton Competition        | Michael Fassbender     | 2 min 20 s 629 | + 17 s 085   |
| 38   | LMGTE  | 95 | Oman Racing avec TF Sport | John Hartshorne        | 2 min 20 s 696 | + 17 s 152   |
| 39   | LMP2   | 43 | Inter Europol Competition | Pas de temps           | Pas de temps   | Pas de temps |

## Course

### Classement de la course
Voici le classement final au terme de la course.
- Les vainqueurs de chaque catégorie sont signalés par un fond jauni.
- Pour la colonne Pneus, il faut passer le curseur au-dessus du modèle pour connaître le manufacturier de pneumatiques.

| Pos  | Classe | no | Écurie                    | Pilotes                                                    | Châssis                        | Pneus | Tours | Temps                    |
| Pos  | Classe | no | Écurie                    | Pilotes                                                    | Moteur                         | Pneus | Tours | Temps                    |
| ---- | ------ | -- | ------------------------- | ---------------------------------------------------------- | ------------------------------ | ----- | ----- | ------------------------ |
| 1    | LMP2   | 22 | United Autosports         | Tom Gamble Philip Hanson Duncan Tappy                      | Oreca 07                       | G     | 97    | 4 h 00 min 31 s 833      |
| 1    | LMP2   | 22 | United Autosports         | Tom Gamble Philip Hanson Duncan Tappy                      | Gibson GK428 4,2 l V8 Atmo     | G     | 97    | 4 h 00 min 31 s 833      |
| 2    | LMP2   | 43 | Inter Europol Competition | Pietro Fittipaldi David Heinemeier Hansson Fabio Scherer   | Oreca 07                       | G     | 97    | + 23 s 508               |
| 2    | LMP2   | 43 | Inter Europol Competition | Pietro Fittipaldi David Heinemeier Hansson Fabio Scherer   | Gibson GK428 4,2 l V8 Atmo     | G     | 97    | + 23 s 508               |
| 3    | LMP2   | 9  | Prema Racing              | Juan Manuel Correa Louis Delétraz Ferdinand Habsburg       | Oreca 07                       | G     | 97    | + 24 s 661               |
| 3    | LMP2   | 9  | Prema Racing              | Juan Manuel Correa Louis Delétraz Ferdinand Habsburg       | Gibson GK428 4,2 l V8 Atmo     | G     | 97    | + 24 s 661               |
| 4    | LMP2   | 65 | Panis Racing              | Julien Canal Nicolas Jamin Job van Uitert                  | Oreca 07                       | G     | 97    | + 35 s 904               |
| 4    | LMP2   | 65 | Panis Racing              | Julien Canal Nicolas Jamin Job van Uitert                  | Gibson GK428 4,2 l V8 Atmo     | G     | 97    | + 35 s 904               |
| 5    | LMP2   | 37 | Cool Racing               | Niklas Krütten Nicolas Lapierre Yifei Ye                   | Oreca 07                       | G     | 97    | + 48 s 995               |
| 5    | LMP2   | 37 | Cool Racing               | Niklas Krütten Nicolas Lapierre Yifei Ye                   | Gibson GK428 4,2 l V8 Atmo     | G     | 97    | + 48 s 995               |
| 6    | LMP2   | 34 | Racing Team Turkey        | Charlie Eastwood Salih Yoluç Will Stevens                  | Oreca 07                       | G     | 97    | + 1 min 04 s 217         |
| 6    | LMP2   | 34 | Racing Team Turkey        | Charlie Eastwood Salih Yoluç Will Stevens                  | Gibson GK428 4,2 l V8 Atmo     | G     | 97    | + 1 min 04 s 217         |
| 7    | LMP2   | 88 | AF Corse                  | Nicklas Nielsen François Perrodo Alessio Rovera            | Oreca 07                       | G     | 97    | + 1 min 04 s 259         |
| 7    | LMP2   | 88 | AF Corse                  | Nicklas Nielsen François Perrodo Alessio Rovera            | Gibson GK428 4,2 l V8 Atmo     | G     | 97    | + 1 min 04 s 259         |
| 8    | LMP2   | 19 | Algarve Pro Racing        | Bent Viscaal Filip Ugran                                   | Oreca 07                       | G     | 97    | + 1 min 35 s 290         |
| 8    | LMP2   | 19 | Algarve Pro Racing        | Bent Viscaal Filip Ugran                                   | Gibson GK428 4,2 l V8 Atmo     | G     | 97    | + 1 min 35 s 290         |
| 9    | LMP2   | 30 | Duqueine Team             | Memo Rojas Richard Bradley Mathieu de Barbuat              | Oreca 07                       | G     | 97    | + 1 min 47 s 745         |
| 9    | LMP2   | 30 | Duqueine Team             | Memo Rojas Richard Bradley Mathieu de Barbuat              | Gibson GK428 4,2 l V8 Atmo     | G     | 97    | + 1 min 47 s 745         |
| 10   | LMP2   | 47 | Algarve Pro Racing        | James Allen John Falb Alex Peroni                          | Oreca 07                       | G     | 97    | + 2 min 17 s 167         |
| 10   | LMP2   | 47 | Algarve Pro Racing        | James Allen John Falb Alex Peroni                          | Gibson GK428 4,2 l V8 Atmo     | G     | 97    | + 2 min 17 s 167         |
| 11   | LMP2   | 24 | Nielsen Racing            | Matthew Bell Ben Hanley Rodrigo Sales                      | Oreca 07                       | G     | 96    | + 1 tour                 |
| 11   | LMP2   | 24 | Nielsen Racing            | Matthew Bell Ben Hanley Rodrigo Sales                      | Gibson GK428 4,2 l V8 Atmo     | G     | 96    | + 1 tour                 |
| 12   | LMP2   | 31 | TDS Racing x Vaillante    | Mathias Beche Philippe Cimadomo Tijmen van der Helm        | Oreca 07                       | G     | 96    | + 1 tour                 |
| 12   | LMP2   | 31 | TDS Racing x Vaillante    | Mathias Beche Philippe Cimadomo Tijmen van der Helm        | Gibson GK428 4,2 l V8 Atmo     | G     | 96    | + 1 tour                 |
| 13   | LMP2   | 35 | BHK Motorsport            | Francesco Dracone Sergio Campana Markus Pommer             | Oreca 07                       | G     | 95    | + 2 tours                |
| 13   | LMP2   | 35 | BHK Motorsport            | Francesco Dracone Sergio Campana Markus Pommer             | Gibson GK428 4,2 l V8 Atmo     | G     | 95    | + 2 tours                |
| 14   | LMP3   | 13 | Inter Europol Competition | Charles Crews Nico Pino Guilherme Oliveira                 | Ligier JS P320                 | M     | 93    | + 4 tours                |
| 14   | LMP3   | 13 | Inter Europol Competition | Charles Crews Nico Pino Guilherme Oliveira                 | Nissan VK56 5,6 l V8 Atmo      | M     | 93    | + 4 tours                |
| 15   | LMP2   | 51 | Team Virage               | Gabriel Aubry Rob Hodes Ian Rodríguez (en)                 | Oreca 07                       | G     | 93    | + 4 tours                |
| 15   | LMP2   | 51 | Team Virage               | Gabriel Aubry Rob Hodes Ian Rodríguez (en)                 | Gibson GK428 4,2 l V8 Atmo     | G     | 93    | + 4 tours                |
| 16   | LMP3   | 4  | DKR Engineering           | Sebastián Álvarez (en) Alexander Bukhantsov Tom Van Rompuy | Duqueine M30 - D08             | M     | 93    | + 4 tours                |
| 16   | LMP3   | 4  | DKR Engineering           | Sebastián Álvarez (en) Alexander Bukhantsov Tom Van Rompuy | Nissan VK56 5,6 l V8 Atmo      | M     | 93    | + 4 tours                |
| 17   | LMP3   | 7  | Nielsen Racing            | James Littlejohn Anthony Wells                             | Ligier JS P320                 | M     | 93    | + 4 tours                |
| 17   | LMP3   | 7  | Nielsen Racing            | James Littlejohn Anthony Wells                             | Nissan VK56 5,6 l V8 Atmo      | M     | 93    | + 4 tours                |
| 18   | LMP3   | 27 | Cool Racing               | Antoine Doquin Jean-Ludovic Foubert Nicolas Maulini        | Ligier JS P320                 | M     | 92    | + 5 tours                |
| 18   | LMP3   | 27 | Cool Racing               | Antoine Doquin Jean-Ludovic Foubert Nicolas Maulini        | Nissan VK56 5,6 l V8 Atmo      | M     | 92    | + 5 tours                |
| 19   | LMP3   | 3  | United Autosports         | Jim McGuire Andrew Bentley Kay Van Berlo                   | Ligier JS P320                 | M     | 92    | + 5 tours                |
| 19   | LMP3   | 3  | United Autosports         | Jim McGuire Andrew Bentley Kay Van Berlo                   | Nissan VK56 5,6 l V8 Atmo      | M     | 92    | + 5 tours                |
| 20   | LMP3   | 11 | Eurointernational         | Max Koebolt Jérôme de Sadeleer (en) Santiago Serrano       | Ligier JS P320                 | M     | 92    | + 5 tours                |
| 20   | LMP3   | 11 | Eurointernational         | Max Koebolt Jérôme de Sadeleer (en) Santiago Serrano       | Nissan VK56 5,6 l V8 Atmo      | M     | 92    | + 5 tours                |
| 21   | LMGTE  | 57 | Car Guy Racing            | Conrad Grunewald (de) Frederik Schandorff Mikkel Jensen    | Ferrari 488 GTE Evo            | G     | 92    | + 5 tours                |
| 21   | LMGTE  | 57 | Car Guy Racing            | Conrad Grunewald (de) Frederik Schandorff Mikkel Jensen    | Ferrari F154CB 3,9 l V8 Turbo  | G     | 92    | + 5 tours                |
| 22   | LMP3   | 6  | 360 Racing                | Ross Kaiser Mark Richards Terrence Woodward                | Ligier JS P320                 | M     | 92    | + 5 tours                |
| 22   | LMP3   | 6  | 360 Racing                | Ross Kaiser Mark Richards Terrence Woodward                | Nissan VK56 5,6 l V8 Atmo      | M     | 92    | + 5 tours                |
| 23   | LMGTE  | 83 | Iron Lynx                 | Sarah Bovy Michelle Gatting Doriane Pin                    | Ferrari 488 GTE Evo            | G     | 92    | + 5 tours                |
| 23   | LMGTE  | 83 | Iron Lynx                 | Sarah Bovy Michelle Gatting Doriane Pin                    | Ferrari F154CB 3,9 l V8 Turbo  | G     | 92    | + 5 tours                |
| 24   | LMGTE  | 18 | Absolute Racing           | Andrew Haryanto Alessio Picariello Martin Rump             | Porsche 911 RSR-19             | G     | 91    | + 6 tours                |
| 24   | LMGTE  | 18 | Absolute Racing           | Andrew Haryanto Alessio Picariello Martin Rump             | Porsche 4,2 l Flat-6 Atmo      | G     | 91    | + 6 tours                |
| 25   | LMGTE  | 69 | Oman Racing avec TF Sport | Ahmad Al Harthy Sam De Haan Marco Sørensen                 | Aston Martin Vantage AMR       | G     | 91    | + 6 tours                |
| 25   | LMGTE  | 69 | Oman Racing avec TF Sport | Ahmad Al Harthy Sam De Haan Marco Sørensen                 | Aston Martin 4,0 l V8 Bi-Turbo | G     | 91    | + 6 tours                |
| 26   | LMGTE  | 77 | Proton Competition        | Gianmaria Bruni Lorenzo Ferrari Christian Ried             | Porsche 911 RSR-19             | G     | 91    | + 6 tours                |
| 26   | LMGTE  | 77 | Proton Competition        | Gianmaria Bruni Lorenzo Ferrari Christian Ried             | Porsche 4,2 l Flat-6 Atmo      | G     | 91    | + 6 tours                |
| 27   | LMP3   | 14 | Inter Europol Competition | Noam Abramczyk James Dayson Mateusz Kaprzyk                | Ligier JS P320                 | M     | 91    | + 6 tours                |
| 27   | LMP3   | 14 | Inter Europol Competition | Noam Abramczyk James Dayson Mateusz Kaprzyk                | Nissan VK56 5,6 l V8 Atmo      | M     | 91    | + 6 tours                |
| 28   | LMGTE  | 66 | JMW Motorsport            | Giacomo Petrobelli Sean Hudspeth Matthew Payne             | Ferrari 488 GTE Evo            | G     | 91    | + 6 tours                |
| 28   | LMGTE  | 66 | JMW Motorsport            | Giacomo Petrobelli Sean Hudspeth Matthew Payne             | Ferrari F154CB 3,9 l V8 Turbo  | G     | 91    | + 6 tours                |
| 29   | LMGTE  | 93 | Proton Competition        | Michael Fassbender Richard Lietz Zacharie Robichon         | Porsche 911 RSR-19             | G     | 90    | + 7 tours                |
| 29   | LMGTE  | 93 | Proton Competition        | Michael Fassbender Richard Lietz Zacharie Robichon         | Porsche 4,2 l Flat-6 Atmo      | G     | 90    | + 7 tours                |
| 30   | LMP3   | 5  | RLR Msport                | Nick Adcock Michael Jensen Alex Kapadia                    | Ligier JS P320                 | M     | 90    | + 7 tours                |
| 30   | LMP3   | 5  | RLR Msport                | Nick Adcock Michael Jensen Alex Kapadia                    | Nissan VK56 5,6 l V8 Atmo      | M     | 90    | + 7 tours                |
| 31   | LMGTE  | 95 | Oman Racing avec TF Sport | Jonny Adam John Hartshorne Henrique Chaves                 | Aston Martin Vantage AMR       | G     | 90    | + 7 tours                |
| 31   | LMGTE  | 95 | Oman Racing avec TF Sport | Jonny Adam John Hartshorne Henrique Chaves                 | Aston Martin 4,0 l V8 Bi-Turbo | G     | 90    | + 7 tours                |
| 32   | LMGTE  | 60 | Iron Lynx                 | Matteo Cressoni Davide Rigon Claudio Schiavoni             | Ferrari 488 GTE Evo            | G     | 90    | + 7 tours                |
| 32   | LMGTE  | 60 | Iron Lynx                 | Matteo Cressoni Davide Rigon Claudio Schiavoni             | Ferrari F154CB 3,9 l V8 Turbo  | G     | 90    | + 7 tours                |
| 33   | LMGTE  | 32 | Rinaldi Racing            | Pierre Ehret Nicolas Varrone Diego Alessi                  | Ferrari 488 GTE Evo            | G     | 87    | + 10 tours               |
| 33   | LMGTE  | 32 | Rinaldi Racing            | Pierre Ehret Nicolas Varrone Diego Alessi                  | Ferrari F154CB 3,9 l V8 Turbo  | G     | 87    | + 10 tours               |
| 34   | LMP3   | 10 | Eurointernational         | Xavier Lloveras Miguel Cristóvão                           | Ligier JS P320                 | M     | 70    | + 27 tours               |
| 34   | LMP3   | 10 | Eurointernational         | Xavier Lloveras Miguel Cristóvão                           | Nissan VK56 5,6 l V8 Atmo      | M     | 70    | + 27 tours               |
| N.c. | LMP2   | 21 | Mühlner Motorsport        | Matthias Kaiser Thomas Laurent Ugo de Wilde                | Oreca 07                       | G     | 72    | Contact                  |
| N.c. | LMP2   | 21 | Mühlner Motorsport        | Matthias Kaiser Thomas Laurent Ugo de Wilde                | Gibson GK428 4,2 l V8 Atmo     | G     | 72    | Contact                  |
| N.c. | LMP3   | 2  | United Autosports         | Josh Caygill Bailey Voisin Finn Gehrsitz                   | Ligier JS P320                 | M     | 71    | Problème de transmission |
| N.c. | LMP3   | 2  | United Autosports         | Josh Caygill Bailey Voisin Finn Gehrsitz                   | Nissan VK56 5,6 l V8 Atmo      | M     | 71    | Problème de transmission |
| N.c. | LMP3   | 15 | RLR Msport                | Valentino Catalano Horst Felbermayr, Jr. Austin McCusker   | Ligier JS P320                 | M     | 66    | Contact                  |
| N.c. | LMP3   | 15 | RLR Msport                | Valentino Catalano Horst Felbermayr, Jr. Austin McCusker   | Nissan VK56 5,6 l V8 Atmo      | M     | 66    | Contact                  |
| N.c. | LMP2   | 28 | IDEC Sport                | Paul-Loup Chatin Paul Lafargue Patrick Pilet               | Oreca 07                       | G     | 46    | Sortie de piste          |
| N.c. | LMP2   | 28 | IDEC Sport                | Paul-Loup Chatin Paul Lafargue Patrick Pilet               | Gibson GK428 4,2 l V8 Atmo     | G     | 46    | Sortie de piste          |
| N.c. | LMP3   | 17 | Cool Racing               | Mike Benham Malthe Jakobsen Maurice Smith                  | Ligier JS P320                 | M     | 10    | Contact                  |
| N.c. | LMP3   | 17 | Cool Racing               | Mike Benham Malthe Jakobsen Maurice Smith                  | Nissan VK56 5,6 l V8 Atmo      | M     | 10    | Contact                  |

## Pole position et record du tour
- Pole position :  Yifei Ye sur n°37 Cool Racing en 2 min 03 s 544.
- Meilleur tour en course :  Paul-Loup Chatin sur n°28  IDEC Sport en 2 min 05 s 893 au 39e tour.

## Tours en tête
- no 37 Oreca 07 - Cool Racing : 29 tours (1-11 / 13-̈28 / 40 / 42)[9]
- no 22 Oreca 07 - United Autosports : 56 tours (12 / 43-97)
- no 43 Oreca 07 - Inter Europol Competition : 12 tours (29-39 / 41)

## À noter
- Longueur du circuit : 7,004 km
- Distance parcourue par les vainqueurs : 679,388 km